# Kostaryka na Zimowych Igrzyskach Olimpijskich 2002
Kostarykę na Zimowych Igrzyskach Olimpijskich 2002 reprezentował 1 zawodnik. Był to piąty start Kostaryki na zimowych igrzyskach olimpijskich.

## Wyniki reprezentantów Kostaryki

### Biegi narciarskie
Mężczyźni
- Arturo Kinch

Sprint - 67. miejsce
20 km łączony - 78. miejsce